# Malgasia chopardi
Malgasia chopardi är en insektsart som beskrevs av Andrej Vasiljevitj Gorochov 1984. Malgasia chopardi ingår i släktet Malgasia och familjen Mogoplistidae. Inga underarter finns listade i Catalogue of Life.